# Neuenburger Affäre
Die Neuenburger Affäre war eine wirtschaftspolitische Auseinandersetzung zwischen der Schweiz und dem napoleonischen Frankreich im Vorfeld der Kontinentalsperre 1806.
Zwar trat die Kontinentalsperre, durch die der Handel mit britischen Waren auf dem von Frankreich beherrschten Kontinent durch Verbote und enorme Schutzzölle unterbunden werden sollte, erst im November 1806 in Kraft; für die Schweiz jedoch begann der napoleonische Wirtschaftskrieg gegen Grossbritannien bereits 1803 spürbar zu werden, als der Transport britischer Handelsgüter nach Frankreich und die Einrichtung von Warenlagern in der Nähe der französischen Grenze untersagt wurde; weitere prohibitive Massnahmen folgten. 
Die materiellen Schäden für die Schweizer Industrie waren enorm, da diese zu einem wesentlichen Teil Baumwolle für den Export verarbeitete und nur den geringsten Teil der Produktion im Inland absetzte. Ebenso waren viele Schweizer Unternehmen betroffen, die im internationalen Grosshandel tätig waren. Die Folge davon waren Geschäfte im halblegalen und illegalen Bereich, die allerdings auf eine lange Tradition zurückblicken konnten und bei denen sich das Basler Unternehmen der Frères Merian besonders hervortat. Der Schleichhandel war den französischen Autoritäten nicht unbekannt. Im April 1805 wurde deswegen eine Basler Delegation und insbesondere (der allerdings mit den Frères Merian nicht direkt verwandte) Bürgermeister Andreas Merian-Iselin von Kaiser Napoleon mit Vorwürfen überhäuft.
Die Neuenburger Affäre, als bedeutendste wirtschaftspolitische Auseinandersetzung zwischen der Schweiz und dem napoleonischen Frankreich, ging auf den französischen Erwerb der preussischen Exklave Neuenburg im Februar 1806 zurück. Kurz vor dem Anschluss häuften Schweizer Kaufleute ein grosses Lager mit Textilien und Kolonialwaren (Baumwolle, Zucker, Kaffee, Pfeffer, Kakao und Gewürzen) in Neuenburg an, um dieses später zollfrei in Frankreich auf den Markt zu bringen. Als die französischen Behörden von dem Vorhaben Kenntnis bekamen, konfiszierten sie das Lager; Napoleon richtete eine scharfe diplomatische Note an die Schweiz, in welcher die Verhaftung und Bestrafung der beteiligten Kaufleute verlangt und überdies der Einmarsch französischer Truppen zur Kontrolle des britisch-schweizerischen Warenverkehrs angedroht wurde. Unter dem französischen Druck verfügte die Tagsatzung im Juli 1806 – also vier Monate vor der eigentlichen Kontinentalsperre – ein Ein- und Ausfuhrverbot für britische Manufakturwaren. Mehrere Handelsleute, auch die Frères Merian, wurden inhaftiert, und das Neuenburger Lager zur einen Hälfte mit hohen Strafzöllen in Frankreich verkauft und zur anderen Hälfte zugunsten der französischen Armee versteigert.
Die Auswirkungen der Neuenburger Affäre waren ambivalent. Die nominell unabhängige Schweiz war fest ins französische Wirtschaftssystem eingegliedert; der Textilindustrie mangelte es an Rohstoffen und Absatzmärkten; in etlichen Landesteilen herrschte Arbeitslosigkeit und Hungersnot. Mittelfristig aber führte der Wirtschaftskrieg gegen Grossbritannien und die Schädigung des internationalen Handels zur Entfaltung der eigenen schweizerischen Textilindustrie; dies geschah insbesondere in der Ostschweiz, wo zuvor Baumwollstoffe gegen die britische Konkurrenz produziert werden mussten und man nun der Kontinentalsperre durchaus etwas abgewann (siehe Textilindustrie in der Ostschweiz). Befreit vom Druck der britischen Konkurrenz, gelang den Textilproduzenten der rasche Ersatz des bisherigen Verlagssystems durch eine Vielzahl neu gegründeter Fabriken, und die mechanische Spinnerei wurde zur Grundlage der modernen Industrie.